# 아이디얼 유군
대수적 수론과 가환대수학에서 아이디얼 유군(ideal類群, 영어: ideal class group) 또는 유군(類群, 영어: class group)은 데데킨트 정역에서 유일 인수 분해가 실패하는 정도를 측정하는 아벨 군이다. 아이디얼 유군이 자명군이 아니라면 유일 인수 분해가 성립하지 않는다.

## 정의

### 아이디얼을 통한 정의
정역 {\displaystyle R}의 0이 아닌 아이디얼들의 집합 위에 다음과 같은 동치관계를 부여하자.
{\displaystyle {\mathfrak {a}}\sim {\mathfrak {b}}\iff \exists r,s\in R\setminus \{0\}\colon (r){\mathfrak {a}}=(s){\mathfrak {b}}}
여기서 {\displaystyle (r)}는 {\displaystyle r}로 생성되는 주 아이디얼이다. 이 관계는 동치 관계임을 보일 수 있으며, 또한 아이디얼의 곱셈과 호환된다. 즉, 이에 따른 동치류 집합은 가환 모노이드를 이룬다. 만약 {\displaystyle R}가 데데킨트 정역이라면 이 가환 모노이드는 아벨 군을 이룸을 보일 수 있으며, 이 아벨 군을 {\displaystyle R}의 아이디얼 유군이라고 하고, 아이디얼 유군의 크기를 유수(類數, 영어: class number)라고 한다.

### 분수 아이디얼을 통한 정의
아이디얼 유군은 분수 아이디얼로도 정의할 수 있다. 정역 {\displaystyle R}가 주어졌을 때, 다음과 같은 가환 모노이드들을 정의할 수 있다.
- {\displaystyle R}의 분수 아이디얼의 곱셈에 대한 가환 모노이드 {\displaystyle \operatorname {FracIdeal} (R)}. 및 그 가역원군 {\displaystyle \operatorname {FracIdeal} (R)^{\times }}. 만약 {\displaystyle R}가 데데킨트 정역이라면 0이 아닌 모든 분수 아이디얼은 가역원이다 ({\displaystyle \operatorname {FracIdeal} (R)^{\times }=\operatorname {FracIdeal} (R)\setminus \{0\}}).
- {\displaystyle R}의 주 분수 아이디얼의 곱셈에 대한 가환 모노이드 {\displaystyle \operatorname {PrFracIdeal} (R)=\{Rr/s\colon r/s\in \operatorname {Frac} R\}} 및 그 가역원군 {\displaystyle \operatorname {PrFracIdeal} (R)^{\times }=\{Rr/s\colon r/s\in (\operatorname {Frac} R)^{\times }\}}. (여기서 {\displaystyle \operatorname {Frac} R}는 분수체이다.)

이들 사이의 포함 관계는 다음과 같다.
{\displaystyle {\begin{matrix}&\operatorname {FracIdeal} (R)^{\times }&\subsetneq &\operatorname {FracIdeal} (R)\\&\cup &&\cup \\\operatorname {PrFracIdeal} (R)\cap \operatorname {FracIdeal} (R)^{\times }=&\operatorname {PrFracIdeal} (R)^{\times }&\subsetneq &\operatorname {PrFracIdeal} (R)\end{matrix}}}
그렇다면 다음과 같은 몫군을 {\displaystyle R}의 아이디얼 유군이라고 한다.
{\displaystyle \operatorname {Cl} (R)={\frac {\operatorname {FracIdeal} (R)^{\times }}{\operatorname {PrFracIdeal} (R)^{\times }}}}
{\displaystyle R}의 분수체 {\displaystyle \operatorname {Frac} R}가 형식적 실체라고 하자. {\displaystyle R}의 원소 {\displaystyle r\in R} 가운데 다음 조건을 만족시키는 것을 완전히 양의 원소(영어: totally positive element)라고 한다.
- 임의의 순서체 {\displaystyle (K,\leq )}로의 매장 {\displaystyle \iota \colon \operatorname {Frac} R\hookrightarrow K}에 대하여, {\displaystyle \iota (r)>0}이다.

그렇다면, 다음과 같은 추가 아벨 군을 정의할 수 있다.
- {\displaystyle R}의 완전히 양의 주 분수 아이디얼(영어: totally positive principal fractional ideal)의 아벨 군 {\displaystyle \operatorname {PrFracIdeal} _{+}(K)\subseteq \operatorname {PrFracIdeal} (K)^{\times }}. 이는 완전히 양의 원소로 생성되는 주 아이디얼들의 곱셈에 대한 아벨 군이다.

그렇다면, 다음과 같은 몫군을 {\displaystyle R}의 좁은 유군(영어: narrow class group)이라고 한다.
{\displaystyle \operatorname {Cl} _{+}(R)={\frac {\operatorname {FracIdeal} (R)^{\times }}{\operatorname {PrFracIdeal} _{+}(R)^{\times }}}}

## 성질
대수적 수체의 대수적 정수환의 아이디얼 유군은 유한 아벨 군이다. (대수적 정수환이 아닌 데데킨트 정역의 경우, 아이디얼 유군이 무한 아벨 군일 수 있다.)
아이디얼 유군은 데데킨트 정역에서 유일 인수 분해가 실패하는 정도를 측정한다. 즉, 데데킨트 정역 {\displaystyle R}의 경우, 다음 조건들이 서로 동치이다.
- {\displaystyle R}는 유일 인수 분해 정역이다.
- {\displaystyle R}는 주 아이디얼 정역이다.
- {\displaystyle R}의 아이디얼 유군이 자명군이다.
- {\displaystyle R}의 유수가 1이다.

### 2항 이차 형식과의 관계
제곱 인수가 없는 정수 {\displaystyle d<0}에 대하여, 다음 두 집합 사이의 표준적인 전단사 함수가 존재한다.
- 이차 수체의 대수적 정수환 {\displaystyle {\mathcal {O}}_{\mathbb {Q} ({\sqrt {d}})}}의 아이디얼 유군 {\displaystyle \operatorname {Cl} ({\mathcal {O}}_{\mathbb {Q} ({\sqrt {d}})})}
- {\displaystyle \mathbb {Q} ({\sqrt {d}})}의 판별식과 같은 판별식 {\displaystyle b^{2}-4ac}을 갖는 정수 계수 2항 이차 형식 {\displaystyle ax^{2}+bxy+cy^{2}}들의 집합

제곱 인수가 없는 정수 {\displaystyle d>0}에 대하여, 다음 두 집합 사이의 표준적인 전단사 함수가 존재한다.
- 이차 수체의 대수적 정수환 {\displaystyle {\mathcal {O}}_{\mathbb {Q} ({\sqrt {d}})}}의 좁은 유군 {\displaystyle \operatorname {Cl} _{+}({\mathcal {O}}_{\mathbb {Q} ({\sqrt {d}})})}
- {\displaystyle \mathbb {Q} ({\sqrt {d}})}의 판별식과 같은 판별식 {\displaystyle b^{2}-4ac}을 갖는 정수 계수 2항 이차 형식 {\displaystyle ax^{2}+bxy+cy^{2}}들의 집합

따라서, 이 경우 정수 계수 2항 이차 형식들의 집합은 자연스럽게 아벨 군의 구조를 가진다.
구체적으로, {\displaystyle {\mathcal {O}}_{\mathbb {Q} ({\sqrt {d}})}}의 모든 0이 아닌 분수 아이디얼 {\displaystyle {\mathfrak {I}}\in \operatorname {FracIdeal} ({\mathcal {O}}_{\mathbb {Q} ({\sqrt {d}})})}은 다음과 같은 꼴로 나타낼 수 있다.:Appendix A
{\displaystyle {\mathfrak {I}}=\mathbb {Z} \omega _{1}+\mathbb {Z} \omega _{2}\qquad \left(\omega _{1},\omega _{2}\in \mathbb {Q} ({\sqrt {d}}),\qquad {\frac {{\bar {\omega }}_{1}\omega _{2}-\omega _{1}{\bar {\omega }}_{2}}{\sqrt {d}}}>0\right)}
(여기서 {\displaystyle {\overline {a+b{\sqrt {d}}}}=a-b{\sqrt {d}}}이다.) 그렇다면, 위와 같은 꼴의 분수 아이디얼 {\displaystyle \mathbb {Z} \omega _{1}+\mathbb {Z} \omega _{2}}에 대응하는 정수 계수 2항 이차 형식은 다음과 같다.
{\displaystyle Q_{\omega _{1},\omega _{2}}(x,y)={\frac {(\omega _{1}x-\omega _{2}y)({\bar {\omega }}_{1}x-{\bar {\omega }}_{2}y)}{\operatorname {N} ({\mathfrak {I}})}}}
여기서
{\displaystyle \operatorname {N} ({\mathfrak {I}})=\left|{\frac {\omega _{1}{\bar {\omega }}_{2}-{\bar {\omega }}_{1}\omega _{2}}{\sqrt {d}}}\right|>0}
는 분수 아이디얼의 절대 아이디얼 노름(영어: absolute ideal norm)이다. 즉, 분수 아이디얼 {\displaystyle {\mathfrak {I}}={\mathfrak {a}}/r}에 대하여, 다음과 같다.
{\displaystyle \operatorname {N} ({\mathfrak {a}}/r)={\frac {|{\mathcal {O}}_{\mathbb {Q} ({\sqrt {d}})}/{\mathfrak {a}}|}{|\operatorname {N} _{\mathbb {Q} ({\sqrt {d}})/\mathbb {Q} }(r)|}}\in \mathbb {Q} ^{+}\qquad ({\mathfrak {a}}\subseteq R,\;r\in R)}
(여기서 분자는 몫환의 크기이며, 분모는 체 노름의 절댓값이다.)

## 예
일반적으로 아이디얼 유군은 매우 복잡한 패턴을 보이며, 많은 경우 계산하기 힘들다. 계산된 아이디얼 유군 또는 유수들의 예를 다음 표에 수록하였다.
| 수체 | 유군                                             | 유수 |
| --- | ------------------------------------------------ | ---- |
| {\displaystyle \mathbb {Q} } | 1                                                | 1    |
| {\displaystyle \mathbb {Q} [{\sqrt {-d}}]}, {\displaystyle d=1,2,3,7,11,19,43,67,163}                                                   | 1                                                | 1    |
| {\displaystyle \mathbb {Q} [{\sqrt {-5}}]}                                                                                              | {\displaystyle \mathbb {Z} /2\mathbb {Z} }       | 2    |
| {\displaystyle \mathbb {Q} [{\sqrt {d}}]}, {\displaystyle d=2,3,5,6,7,11,13,14,17,\dots } (OEIS의 수열 A003172)                         | 1                                                | 1    |
| {\displaystyle \mathbb {Q} (\zeta _{n})}, {\displaystyle n=1,\dots ,21,24,25,27,28,32,33,35,36,40,44,45,48,60,84} (OEIS의 수열 A005848) | 1                                                | 1    |
| {\displaystyle \mathbb {Q} (\zeta _{23})}                                                                                               | {\displaystyle \mathbb {Z} /3\mathbb {Z} }       | 3    |
| {\displaystyle \mathbb {Q} (\zeta _{29})}[2]                                                                                            | {\displaystyle (\mathbb {Z} /2\mathbb {Z} )^{3}} | 8    |
| {\displaystyle \mathbb {Q} (\zeta _{31})}                                                                                               |                                                  | 9    |
| {\displaystyle \mathbb {Q} (\zeta _{68})}[2]                                                                                            | {\displaystyle \mathbb {Z} /8\mathbb {Z} }       | 8    |
| {\displaystyle \mathbb {Q} [x]/(x^{3}-x^{2}-2x+1)}                                                                                      | 1                                                | 1    |
| {\displaystyle \mathbb {Q} [x]/(x^{3}-3x-1)}                                                                                            | 1                                                | 1    |
| {\displaystyle \mathbb {Q} [x]/(x^{3}-x^{2}-3x+1)}                                                                                      | 1                                                | 1    |
아이디얼 유군이 자명한 허수 이차 수체의 수는 유한하다. {\displaystyle \mathbb {Q} [{\sqrt {-d}}]}에서 가능한 {\displaystyle d}는 총 9개이며, 다음과 같다.
d = 1, 2, 3, 7, 11, 19, 43, 67, 163 (OEIS의 수열 A003173)
이 수들을 헤그너 수라고 한다. 이들은 카를 프리드리히 가우스가 처음 나열하였고, 쿠르트 헤그너(Kurt Heegner)가 이 목록이 전부라는 것을 증명하였다.
실수 이차 수체 {\displaystyle \mathbb {Q} [{\sqrt {d}}]} 가운데 유수가 1인 경우는 더 많으며, 다음과 같다.:37
d = 2, 3, 5, 6, 7, 11, 13, 14, 17, 19, 21, 22, 23, … (OEIS의 수열 A003172)
아이디얼 유군이 자명한 원분체의 수는 유한하다. {\displaystyle \mathbb {Q} [\zeta _{n}]}이 유한한 경우는 다음과 같다.
n = 1, 3, 4, 5, 7, 8, 9, 11, 12, 13, 15, 16, 17, 19, 20, 21, 24, 25, 27, 28, 32, 33, 35, 36, 40, 44, 45, 48, 60, 84 (OEIS의 수열 A005848)
여기서 만약 {\displaystyle n\equiv 2{\pmod {4}}}라면 {\displaystyle \mathbb {Q} [\zeta _{n}]=\mathbb {Q} [\zeta _{n/2}]}이므로, 이러한 경우는 생략하였다.
소수 계수의 원분체 {\displaystyle \mathbb {Q} [\zeta _{p}]}의 유수는 (OEIS의 수열 A005848)에 의하여 주어진다.

## 같이 보기
- 유수 공식
- 이델 유군
- 아이디얼
- 주 아이디얼 정역
- 대수적 K이론
- 갈루아 이론
- 페르마의 마지막 정리
- 피카르 군: 대수기하학에 나타나는 유군의 일반화